# Makss Levitanuss
Makss Levitanuss (Vornamen auch Maksis, Maksims und Maxim; * 28. Oktoberjul. / 10. November 1916greg. in Charkiw; † 1. Dezember 2012 in Berlin) war ein lettischer Fußballspieler, -trainer und Tischtennisspieler.

## Karriere und Leben
Makss Levitanuss wurde im Jahr 1916 während des Ersten Weltkriegs in Charkiw im zum Russischen Kaiserreich gehörenden Gouvernement Charkow in die Familie des Kaufmanns Salaman Levitanuss (1875–1941) und seiner Frau Rosa (geb. Deitsch, 1881–1941) geboren. Sein älterer Bruder Nikolajs (1914–1995) war ebenfalls Fußballspieler. Mit seiner Familie zog er während des Ersten Weltkriegs als Flüchtling nach Lettland. Da beide Elternteile von Levitanuss in Kaunas geboren wurden, erhielt er erst 1927 die lettische Staatsbürgerschaft. Levitanuss war verheiratet mit Lucija, einer Zahnärztin.
Nachdem Levitanuss in seiner Kindheit Fußball und Tischtennis gespielt hatte, begann er seine Fußballkarriere um das Jahr 1933 im Herrenbereich. Zunächst bei Makkabi Riga aktiv, wechselte Levitanuss im Jahr 1936 zu Hakoah Riga in die Virslīga, der höchsten lettischen Spielklasse. Bis zum Einmarsch der Roten Armee in Lettland während des Zweiten Weltkriegs spielte Levitanuss für Hakoah in der Virslīga. 1941 spielte er kurzzeitig für Dinamo Riga. Von 1945 bis 1948 spielte Levitanuss erneut für Dinamo. Danach wechselte Levitanuss zu Daugava Riga. Für Daugava absolvierte Levitanuss in den Spielzeiten 1949 und 1950 insgesamt 19 Ligaspiele und 5 Tore in der sowjetischen Wysschaja Liga.
Sein einziges Spiel für die lettische Nationalmannschaft absolvierte Levitanuss am 17. Mai 1938 in einem Freundschaftsspiel gegen Litauen das mit 2:0 gewonnen wurde.
Nach dem Ende seiner Spielerkarriere arbeitete er ab 1954 als Trainer bei Daugava Riga und von 1951 bis 1959 in verschiedenen Jugendnationalmannschaften der Lettischen SSR. Er war Cheftrainer der Mannschaft von Daugava 1954 bis 1955 und 1961 sowie Co-Trainer 1960 und 1962 bis 1963. Er leitete auch die zweite Mannschaft des Rigaer Armeesportklubs „Pilots“ (1965), und RER (1957–1959) und deren Jugendmannschaft (1964–1967, 1969).
Levitanuss spielte auch erfolgreich Tischtennis. In den Jahren der Unabhängigkeit Lettlands (lettischer Meister 1940) als auch nach dem Zweiten Weltkrieg (Meister der Lettischen SSR 1952) gewann er Titel im Tischtennis.
Mit Beginn des Deutsch-Sowjetischen Kriegs wurde Levitanuss evakuiert und verbrachte die Kriegsjahre in Molotow dem heutigen Perm bei einer militarisierten Feuerwehr. Fast kein Mitglied der Familie Levitanuss überlebte außer den Fußballerbrüdern den Zweiten Weltkrieg. Beide Elternteile, Schwester Tauba, und Bruder Alexander waren unter den Toten. Nach dem Krieg kehrte er nach Riga zurück und spielte weiterhin Fußball, bis er Trainer wurde.
1971 verließ er die Sowjetunion in Richtung Bundesrepublik Deutschland, lebte zunächst in Köln, zog aber einige Jahre später nach Berlin, wo er bis zu seinem Lebensende lebte. In Deutschland arbeitete er als Sportlehrer im Berliner Bezirk Wedding. Levitanuss starb im Jahr 2012 im Alter von 96 Jahren nach einem schweren Kampf gegen Leukämie.